# 関友紀子
関 友紀子（せき ゆきこ、1970年10月19日 - ）は、日本の女子総合格闘家、女子キックボクサー。東京都出身。女子総合格闘家としてはFIGHT CHIX所属。

## 経歴

### 総合格闘技
会社員時代にキックボクシング、新日本プロレス、闘龍門の観戦にハマリ、近くに藪下めぐみがトレーナーを務めていたSOD総合格闘技道場を見つけたのをきっかけに入会。当初はダイエットとストレス解消目的だった。
2004年、後楽園ホール「SMACKGIRL」近藤有希引退記念興行で行われた対山田純琴戦にてプロデビュー。2008年1月19日、新宿FACEで行われた初代UKF女子総合格闘技インターコンチネンタル王者決定戦では女子プロレスラーの市井舞に敗れた。
2008年にはシュートボクシング初参戦（久保田玲奈戦）。2010年にはキックボクシング挑戦（J-GIRLSにおける対丸中雅恵戦）と競技の壁をまたぎ参戦。当初は黒星が目立ったが、キャリアとともに力強いレスリングのできる実力派として台頭。
2011年にパンクラス出場。また、2012年10月に行われた国際ブラジリアン柔術連盟主催ブラジリアン柔術アジア選手権では女子アダルト紫帯プルーマ級で3位入賞を果たしている。

### プロレス
2015年6月20日、シアタープロレス花鳥風月に参戦し、花鳥風月総合格闘技「月闘」ルールで勝村周一朗と対戦（エキシビジョンマッチ）。プロレス団体初参戦となり、以降のプロレス活動は花鳥風月所属と発表される（格闘技に関してはこれまで通りFIGHT CHIX）。
7月20日、王子小劇場大会においての篠宮敏久戦（月闘ルール）で所属デビューを果たした。
8月30日、東京タワー大会における対ミス・モンゴル＆焙煎たがい戦（パートナーは篠宮敏久）で初タッグマッチおよび初プロレスルールを経験。
2016年5月22日、HAMATANI＆ムエタイマシン2号戦（パートナーは中川達彦）でダイビングセントーンにより勝利。これが花鳥風月所属初勝利試合となった。
10月2日、米山香織＆松本浩代戦（パートナーは富松恵美）ではハードヒットに初出場。
12月29日、ハードヒット・新宿フェイス大会でジェット・イズミとハードヒットルールで対戦。2017年7月16日、ハードヒット・新木場大会でWINDY智美と対戦しTKO負け。
2018年11月発売の週刊プロレス増刊「プロレスラー選手名鑑2019」では花鳥風月所属選手から外されており、この年までに退団扱いとなっている。

## 戦績

### 総合格闘技
| 勝敗 | 対戦相手               | 試合結果                  | 大会名                                  | 開催年月日     |
| ×    | 前澤智                 | 判定3-0                   | DEEP JEWELS 7                           | 2015年2月21日  |
| ○    | 谷山尚未               | 2R1:17TKO                 | DEEP JEWELS 6                           | 2014年11月03日 |
| ×    | 石岡沙織               | 判定3-0                   | DEEP JEWELS 5                           | 2014年8月09日  |
| ×    | V.V Mei                | 1R3:17 チョークスリーパー | DEEP JEWELS 4                           | 2014年5月18日  |
| ○    | ♂ha@THE♀               | 5分2R終了 判定3-0         | DEEP JEWELS 2                           | 2014年11月04日 |
| ×    | 玉田育子               | 5分2R終了 判定3-0         | DEEP JEWELS 1                           | 2014年8月31日  |
| ×    | ♂ha@THE♀               | 4分2R終了 判定0-3         | JEWELS 24                               | 2013年5月25日  |
| ×    | 阿部彩                 | 5分1R終了 P0-5            | JEWELS 24th RING                        | 2013年5月25日  |
| ×    | 高野聡美               | 5分2R終了 判定0-3         | JEWELS 20th RING                        | 2012年7月21日  |
| ○    | 川端佑子               | 5分2R終了 判定3-0         | JEWELS 19th RING                        | 2012年5月26日  |
| ×    | 瀧本美咲               | 5分2R終了 判定0-3         | JEWELS 17th RING                        | 2011年12月17日 |
| ○    | SACHI                  | 5分2R終了 判定3-0         | JEWELS 16                               | 2011年9月11日  |
| ○    | sakura                 | 5分2R終了 判定2-0         | パンクラスImpressive Tour               | 2011年05月14日 |
| ×    | 玉田育子               | 5分2R終了 判定0-3         | VALKYRIE 05                             | 2010年4月11日  |
| ○    | 奥村ユカ               | 5分2R終了 判定2-1         | JEWELS 13                               | 2006年11月23日 |
| ×    | 大室奈緒子             | 5分2R終了 判定0-3         | VALKYRIE 03                             | 2006年8月24日  |
| ×    | 小寺麻美               | 1R 4:47 腕ひしぎ十字固め  | JEWELS 4th RING                         | 2009年7月11日  |
| ×    | しなしさとこ           | 1R 1:32 腕ひしぎ十字固め  | Deep - 38Impact                         | 2009年         |
| ×    | 市井舞                 | 2R 3:14 TKO負け           | Square Jungle-Strong Soldiers' Conquest | 2008年1月19日  |
| ×    | MIKU                   | 1R 1:07 アームロック      | club DEEP                               | 2007年12月09日 |
| ×    | ブランディー・ナーニー | 3分3R 判定3-0             | FFF 3 - War of the Roses                | 2007年11月3日  |
| ×    | SACHI                  | 5分2R終了 判定0-3         | 修斗Battle Mix Tokyo 4                  | 2007年7月20日  |
| ○    | 砂山和歌子             | 5分2R終了 判定2-1         | Smackgirl                               | 2007年5月19日  |
| ×    | 兼谷絵里               | 5分2R終了 判定2-1         | Smackgirl                               | 2007年5月11日  |
| ×    | 玉田育子               | 5分2R終了 判定3-0         | SMACKGIRL 2006 〜頂女決戦〜             | 2006年5月19日  |
| ×    | berry15                | 5分2R終了 判定1-2         | Smackgirl                               | 2006年6月30日  |
| ×    | 村浪真穂               | 5分2R終了 判定            | G-Shooto Plus05                         | 2006年2月24日  |
| ×    | 井上明子               | 5分2R終了 判定2-1         | G-Shooto 03                             | 2005年12月17日 |
| ○    | ハッピー福子           | 5分2R終了 判定            | Smackgirl                               | 2005年10月15日 |
| ×    | akinori                | 2R2:26                    | G-Shooto Plus03                         | 2005年9月16日  |
| ×    | 永易加代               | 5分2R終了 判定2-1         | Smackgirl - Dynamic!!                   | 2005年8月17日  |
| ×    | 川畑千秋               | 5分2R終了 判定0-3         | Smackgirl - Road to Dynamic!!           | 2005年6月28日  |
| ○    | 金子和美               | 5分2R終了 判定            | Smackgirl                               | 2005年4月29日  |
| ×    | 永易加代               | 5分2R終了 判定            | G-Shooto 02                             | 2005年3月12日  |
| ○    | 坂口一美               | 1R 2:05 KO                | G-Shooto 01                             | 2004年11月26日 |
| ○    | 山田純琴               | 3分2R判定2-1              | Smackgirl                               | 2004年11月4日  |

## 得意技
チョークスリーパー

## 入場曲
TOUGH BOY（TOM★CAT）

## エピソード
- デビュー当時から、どんな相手にも突っ込んで行くスタイル。
- 受けたオファーは理由なく断らず、一時は年間10試合を超えることがあった。以上のことを含め「師匠譲りの女子プロレス魂」と称される。
- 所属をSOD女子格闘技道場→巴組→FIGHT CHIXと移しているが、これは師匠である藪下めぐみに追随したもの。
- いわくプロレス観戦は「私の青春」[13]。新日本プロレスからインディー団体まで幅広く観戦に出かけている。
- アイドルプロレスユニット「ハットトリック」に加入後は、菊タローから「アイドル女子プロレスラーと戦えると聞いてやってきたのに！」とキレられた[14]。
- サムライTVでの試合中継では、苗字を「関友」で区切られた[15]ことがある。

## CM出演
- 忍者WARS事務局「忍者WARS決戦予告」勝村選手登場編（2016年9月）